# Polylekithum halli
Polylekithum halli är en plattmaskart. Polylekithum halli ingår i släktet Polylekithum och familjen Allocreadiidae. Inga underarter finns listade i Catalogue of Life.